# ClockworkMod
In informatica la ClockworkMod Recovery (o più brevemente CWM) è una recovery modificata utilizzata nei dispositivi Android. Essa consente di accedere interamente alla memoria interna del telefono, comprese le partizioni di sistema, potendo così installare firmware alternativi, tweaks e pacchetti privi di firma digitale, effettuare backup e formattazioni di partizioni. Può essere installata in vari modi, tra cui via fastboot (flash dell'immagine della partizione di recovery tramite il tool ufficiale presente nell'SDK Android), APX Mod (per i prodotti basati su chipset Tegra di nVidia), o ancora installare un file zip (appositamente firmato) che provvederà al flash della partizione o all'avvio temporaneo della recovery sopra quella fornita di fabbrica. Il principale developer è Koushik Dutta.

## Caratteristiche
CWM Recovery permette di effettuare molte operazioni che sulle recovery di base installate nei dispositivi non sarebbero possibili, le principali sono:
- Installare file zip apposti anche privi della firma digitale fornita da Google o dall'OEM
- Formattare le partizioni adibite alle configurazioni presenti nella memoria interna e nella SD attraverso il comando "wipe data/factory reset" che provvede a svuotare le partizioni e cartelle /data, /cache, /sd-ext ed /sdcard/.android_secure (quest'ultima contiene le configurazioni delle applicazioni spostate sulla scheda SD)
- Formattare le partizioni ad uso del sistema, quali /system ed eventualmente /vendor
- Fare il backup su memoria interna o esterna delle partizioni di sistema (presenti sulla eMMC interna) oppure ripristinarle, con comando "backup and restore", nella quale è presente "backup", "restore", "advanced restore" (ripristina specificamente alcune partizioni), "backup in internal storage" (solo CWM 6), "restore from internal storage" (solo CWM 6), "change type backup" (solo CWM 6, permette di cambiare il formato del backup), "create zip backup" (solo CWM 6);
- Montare e smontare partizioni da utilizzare attraverso ADB o gli eventuali script di installazione presenti nei zip e la possibilità di leggere la SD dal PC tramite CWM
- Possibilità di fare un test dei tasti (key test), ricalibrare la percentuale di batteria (wipe battery stats), partizionare la SD (a partire da CWM 4) nelle tre partizioni fat, ext4 e swap (queste ultime due non sono supportate direttamente dai software forniti dagli OEM)

## Dimensioni
Le dimensioni variano in base alla versione e ai tweaks contenuti in recovery.img:
- 4 MB per il kernel, l'initrd e l'interfaccia della recovery stessa
- Altri 500 KB o più per i moduli del kernel per la recovery touchscreen (richiede kernel compatibile con Ice Cream Sandwich)
- Altri 750 KB o più per le configurazioni